# Мой приятель цыган
«Мой приятель цыган» — французская кинокомедия с Луи де Фюнесом в главной роли.

## Сюжет
Глава семьи Ведрине (Луи де Фюнес), живущей в Париже, — издатель. Питтуити же — цыгане, живущие за пределами Парижа в таборе. Юная цыганка Чита встречается с сыном издателя Тео Ведрине и через какое-то время сообщает своей семье, что беременна. Скандал в цыганской семье завершается решением ответить семье обидчика тем же: брат Зиты Бруно должен совратить сестру Тео Жизель. Но в то время, как Тео всё больше отбивается от рук, цыган Бруно, общаясь с его семьёй, становится всё культурнее, и через некоторое время у него проявляется писательский талант.

## В ролях
- Жан Ричард — Питтуитти
- Луи де Фюнес — месье Ведрине
- Симона Парис — мадам Ведрине
- Григорий Хмара — Пепе
- Мишель Сюбор — Бруно Питтуитти
- Гай Бертил — Пео Ведрине
- Лиля Кедрова — Чита
- Анна Доа — Жизель Ведрине
- Брижитт Обер — Одетта